# Walckenaeria katanda
Walckenaeria katanda este o specie de păianjeni din genul Walckenaeria, familia Linyphiidae, descrisă de Marusik, Hippa și Koponen, 1996. Conform Catalogue of Life specia Walckenaeria katanda nu are subspecii cunoscute.